# Ammónios Sakkás
Ammónios Sakkás z Alexandrie (také Ammonius, asi 175 – 242) byl řecký filosof, učitel Plótinův, který bývá považován za zakladatele novoplatónismu. Z jeho přízviska Sakkas (tj. „nosič pytlů“) se někteří domnívali, že se zpočátku se živil nádeničinou, později si otevřel školu filosofie v Alexandrii. Sakkas však mohlo být i označení pytloviny, do níž se filosofové oblékali. Ani o jeho učení však v podstatě není nic přesnějšího známo, snad proto se ho dovolávají i různé okultní směry, například teosofie.
O životě Ammónia Sakky mnoho nevíme a údaje o něm se značně rozcházejí. Dochované zmínky patrně pocházejí ze zlomku polemického spisu proti křesťanství Plótinova žáka Porfyria, jak jej cituje Eusebios z Kaisareie a Jeroným. Eusebios uvádí dvě protichůdné zprávy: podle jedné byl Ammonios vychován křesťansky, když se však seznámil s filosofií, přešel k tradičnímu pohanskému náboženství a snažil se překlenout spor mezi Platónem a Aristotelem. Nic nenapsal, pouze učil a své názory dokonce tajil jako Pythagorejci. Podle druhé zůstal křesťanem a napsal dva spisy, totiž Harmonii Mojžíše s Ježíšem a Harmonii čtyř evangelií.
Někteří moderní badatelé se proto domnívají, že ve skutečnosti jde o dvě různé osoby:
1. o eklektického filosofa Ammonia Sakkase, učitele Plótínova v letech 231 až 241 v Alexandrii, možná i učitele Órigenova a Longinova
2. a o křesťanského autora Ammonia z Alexandrie, který napsal knihy o Bibli a křesťanství.

Zatímco Plótinos se ke svému učiteli zřejmě výslovně hlásil, Órigenés, který se zde zmiňuje, možná nebyl totožný se slavným křesťanským teologem téhož jména.